# Tsjala
Tsjala (Bulgaars: Чала) is een dorp in het zuiden van Bulgarije in de  gemeente Borino in de  oblast Smoljan. Op 31 december 2019 telde het dorp 119 inwoners.  De meeste inwoners zijn Pomaken.

## Bevolking
In 1934 telde het dorp 167 inwoners. Dit steeg tot een hoogtepunt van 220 personen in 1956. In 2019 woonden er 119 personen in het dorp.
| dorp Tsjala | 167 | 210 | 220 | 211 | 162 | 214 | 211 | 205 | 169 | 119 |

Van de 169 inwoners reageerden er 103 op de optionele volkstelling van 2011. Van deze 103 respondenten identificeerden 74 personen zichzelf als etnische Bulgaren (72%), gevolgd door 11 Bulgaarse Turken (11%) en 18 ondefinieerbare respondenten (18%).
Van de 169 inwoners in februari 2011 werden geteld, waren er 14 jonger dan 15 jaar oud (8%), gevolgd door 128 personen tussen de 15-64 jaar oud (76%) en 27 personen van 65 jaar of ouder (16%).